# Heterolocha latifasciaria
Heterolocha latifasciaria là một loài bướm đêm trong họ Geometridae.